# Coll de Faja (Sales de Llierca)
El Coll de Faja o creu de Faja (dita així per què s'hi troba una post de fusta amb una creu al damunt) és una cruïlla de camins a la divisòria d'aigües del Llierca i del Borró, a 987,2 metres d'altitud, dins el terme municipal de Sales de Llierca, a la Garrotxa. És a prop i a llevant de l'església de Gitarriu, al sector nord del terme, a ponent del Puig Sec i al sud-est de Freixenet. És al nord-oest del Coll Sabassa.